# Ben 10 (tv-serie fra 2016)
 For alternative betydninger, se Ben 10 (flertydig). (Se også artikler, som begynder med Ben 10)
Ben 10 er en reboot animeret tv-serie skabt af Man of Action til Cartoon Network. Serien havde premiere i Australien og New Zealand 1. oktober 2016, og i USA den 10. april 2017.

## Afsnit
| Sæson | Sæson                                 | Afsnit                                | Oprindelig sendt | Oprindelig sendt |
| Sæson | Sæson                                 | Afsnit                                | Start            | Slut             |
| ----- | ------------------------------------- | ------------------------------------- | ---------------- | ---------------- |
|       | 1                                     | 40                                    |                  |                  |
|       | 2                                     | 40                                    |                  |                  |
|       | Crossover Nexus                       | Crossover Nexus                       | 8. oktober 2018  | 8. oktober 2018  |
|       | 3                                     | 52                                    |                  |                  |
|       | 4                                     | 34                                    |                  |                  |
|       | Ben 10 Versus the Universe: The Movie | Ben 10 Versus the Universe: The Movie | 10. oktober 2020 | 10. oktober 2020 |
|       | Specials                              | 3                                     |                  |                  |